# 알래스카주의 통계 지구

알래스카의 주기

알래스카의 통계 지구(Alaska Statistical Area)는 알래스카 주에 있는 통계 지구이다.

## 배치도
| 핵심 기반 통계 지구 | 인구     | 군                     | 인구    |
| ------------------- | -------- | ---------------------- | ------- |
| 앵커리지 지구       | 396,317  | 앵커리지               | 288,000 |
| 앵커리지 지구       | 396,317  | 마타누스카-수시트나    | 108,317 |
| 페어뱅크스 지구     | 96,849   | 페어뱅크스노스스타     | 96,849  |
| 주노 지구           | 31,974   | 주노                   | 31,974  |
| 케치칸 지구         | 13,901   | 케치칸게이트웨이       | 13,901  |
| 없음                | 없음     | 키나이페닌술라         | 58,708  |
| 없음                | 없음     | 베설                   | 18,386  |
| 없음                | 없음     | 코디액아일랜드         | 12,998  |
| 없음                | 없음     | 놈                     | 10,004  |
| 없음                | 없음     | 노스슬로프             | 9,832   |
| 없음                | 없음     | 발데즈코르도바         | 9,202   |
| 없음                | 없음     | 싯카                   | 8,493   |
| 없음                | 없음     | 쿠실바크               | 8,314   |
| 없음                | 없음     | 노스웨스트아크틱       | 7,621   |
| 없음                | 없음     | 사우스이스트페어뱅크스 | 6,893   |
| 없음                | 없음     | 프린스오브웨일스하이더 | 6,203   |
| 없음                | 없음     | 알류샨스웨스트         | 5,634   |
| 없음                | 없음     | 유콘코유쿡             | 5,230   |
| 없음                | 없음     | 딜링햄                 | 4,916   |
| 없음                | 없음     | 알류샨스이스트         | 3,337   |
| 없음                | 없음     | 피터즈버그             | 3,266   |
| 없음                | 없음     | 헤인즈                 | 2,530   |
| 없음                | 없음     | 랭걸                   | 2,502   |
| 없음                | 없음     | 후나앵군               | 2,148   |
| 없음                | 없음     | 데날리                 | 2,097   |
| 없음                | 없음     | 레이크 페닌술라        | 1,592   |
| 없음                | 없음     | 스캐그웨이             | 1,183   |
| 없음                | 없음     | 브리스틀베이           | 836     |
| 없음                | 없음     | 야쿠타트               | 579     |
| 알래스카            | 알래스카 | 알래스카               | 731,545 |

## 참고
- 인구 수는 2019년 기준이며 단위는 '명'이다.
- 주노는 알래스카주 행정 기관들이 있기 때문에 굵은 글씨로 표기했다.

## 같이 보기
- 대도시 통계 지구